# Nina Lührßen
Nina Lührßen (Bremen, 21 november 1999) is een voetbalspeelster uit Duitsland. Ze speelt als middenvelder voor Eintracht Frankfurt in de Bundesliga.

## Clubcarrière
Lührßen begon met voetballen bij TS Wolthausen. In 2012 maakte ze de overstap naar de jeugdopleiding van SV Werder Bremen. Ze maakte daar in eerste instantie deel uit van de B-Junioren waarmee ze in de B-Junioren Bundesliga tweede werd nadat in de finale werd verloren van 1. FFC Turbine Potsdam. Van 2015 tot 2016 kwam Lührßen ook zeven wedstrijden uit voor het nationale junioren team van de Bremer Fußballbund.
Op 28 augustus 2016 maakte Lührßen haar debuut in de hoofdmacht van SV Werder Bremen in een wedstrijd tegen Arminia Bielefeld. Aan het einde van het seizoen 2016/17 promoveerde Lührßen met haar club naar de Bundesliga. In de eerste wedstrijd van het seizoen 2017/18 maakte Lührßen haar debuut in deze competitie in een wedstrijd tegen SC Sand. SV Werder Bremen wist zich te handhaven, maar in het seizoen 2018/19 degradeerde het alsnog terug naar de 2de Bundesliga. Lührßen moest door een kruisbandblessure vanaf juni 2018 negen maanden toekijken. In 2020 werd SV Werder Bremen opnieuw kampioen van de 2de Bundesliga en sinds het seizoen 2020/21 speelt Lührßen met haar club onafgebroken in de Bundesliga.
Op 26 november 2022 maakte Lührßen een doelpunt tegen SC Freiburg die genomineerd werd voor doelpunt van het jaar. In een verkiezing van Sportschau werd het doelpunt zelfs tweede achter een doelpunt van Lukas Podolski. Het doelpunt werd opgenomen in een lijst van 10 mooiste doelpunt van SV Werder Bremen in 2022. Het portaal 90min.de nam Lührßen op in een lijst van beste linksbacks van de Bundesliga in het seizoen 2022/23.
In mei 2024 werd bekend dat Lührßen vanaf het seizoen 2024/25 overstapte naar competitiegenoot Eintracht Frankfurt.

## Statistieken
| Seizoen | Club                | Competitie     | Competitie | Competitie | Beker | Beker | Internationaal | Internationaal | Totaal | Totaal |
| Seizoen | Club                | Competitie     | Wed.       | Dlp.       | Wed.  | Dlp.  | Wed.           | Dlp.           | Wed.   | Dlp.   |
| ------- | ------------------- | -------------- | ---------- | ---------- | ----- | ----- | -------------- | -------------- | ------ | ------ |
| 2016/17 | SV Werder Bremen    | 2de Bundesliga | 19         | 2          | 3     | 0     | 0              | 0              | 22     | 2      |
| 2017/18 | SV Werder Bremen    | Bundesliga     | 19         | 3          | 0     | 0     | 0              | 0              | 19     | 3      |
| 2018/19 | SV Werder Bremen    | Bundesliga     | 0          | 0          | 0     | 0     | 0              | 0              | 0      | 0      |
| 2019/20 | SV Werder Bremen    | 2de Bundesliga | 6          | 0          | 1     | 0     | 0              | 0              | 7      | 0      |
| 2020/21 | SV Werder Bremen    | Bundesliga     | 22         | 4          | 2     | 0     | 0              | 0              | 24     | 4      |
| 2021/22 | SV Werder Bremen    | Bundesliga     | 20         | 0          | 1     | 0     | 0              | 0              | 21     | 0      |
| 2022/23 | SV Werder Bremen    | Bundesliga     | 20         | 5          | 2     | 0     | 0              | 0              | 22     | 5      |
| 2023/24 | SV Werder Bremen    | Bundesliga     | 19         | 2          | 1     | 0     | 0              | 0              | 20     | 2      |
| 2024/25 | Eintracht Frankfurt | Bundesliga     | 16         | 0          | 2     | 0     | 1              | 0              | 19     | 0      |
| Totaal  | Totaal              | Totaal         | 142        | 16         | 12    | 0     | 1              | 0              | 153    | 16     |

Bijgewerkt t/m 18 maart 2025.

## Interlandcarrière
Lührßen maakte haar debuut voor Duitsland onder 16 op 10 november 2014 in een vriendschappelijke wedstrijd tegen de leeftijdsgenoten van Engeland. De wedstrijd werd met 3-1 gewonnen. Van 2015 tot 2018 kwam Lührßen uit voor Duitsland onder 17 en Duitsland onder 19. Sinds 2024 is Lührßen actief als jeugdinternational voor Duitsland -23. Ze maakte haar debuut voor deze jeugdselectie in een 2-2 gelijkspel tegen Italië op 28 oktober 2024.